# Brow Head
Brow Head är en udde i republiken Irland.   Den ligger i grevskapet County Cork och provinsen Munster, i den sydvästra delen av landet, 300 km sydväst om huvudstaden Dublin.
Terrängen inåt land är platt åt nordost, men åt nordväst är den kuperad. Havet är nära Brow Head åt sydväst.  Närmaste större samhälle är Schull, 17,7 km nordost om Brow Head. 